# Fäboda, Sollentuna

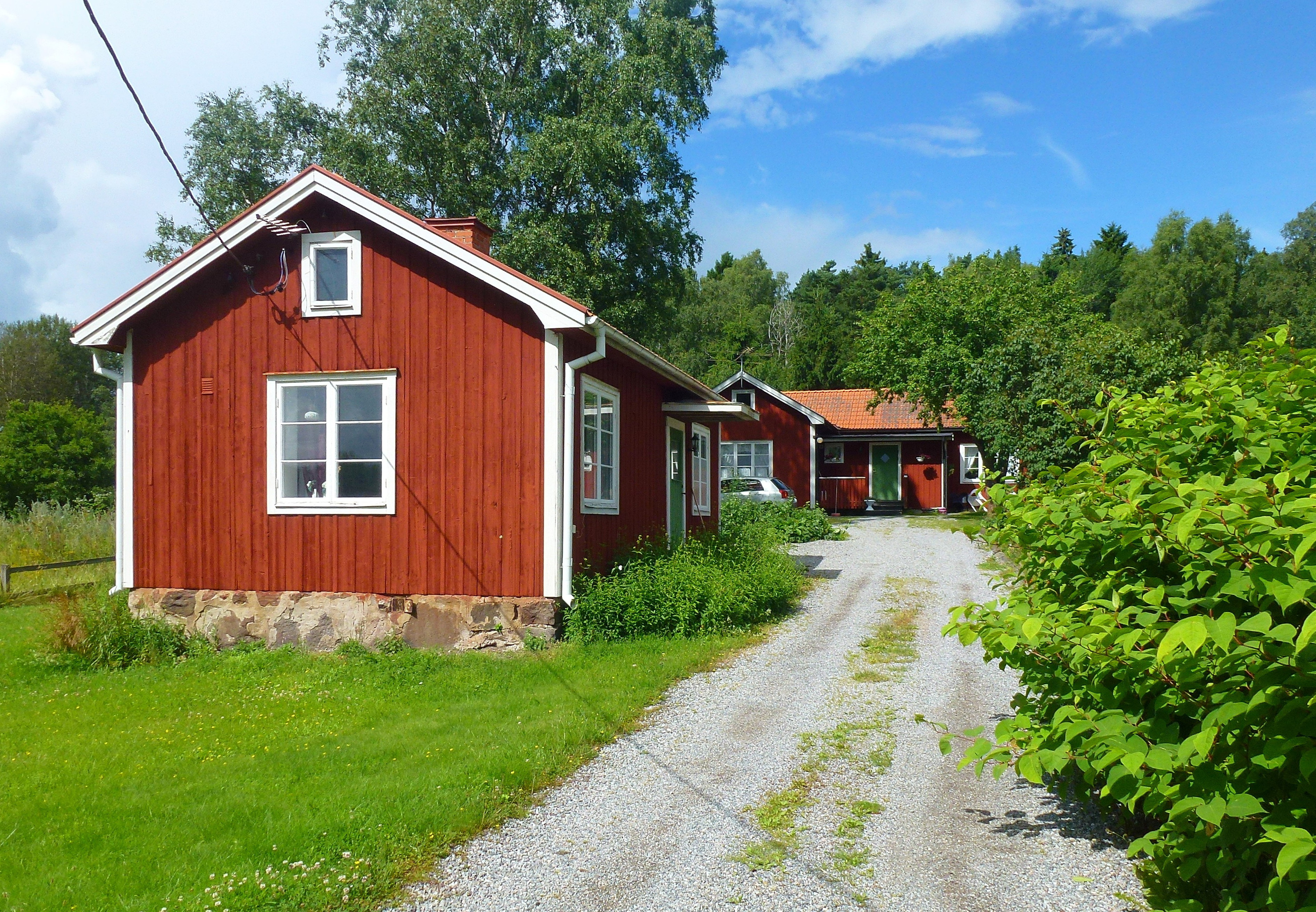
Fäboda gård, 2015.

Fäboda gård är en bondgård i Sollentuna kommun, Stockholms län. Gården ligger på norra Järvafältet,  i Östra Järvafältets naturreservat.

## Historik

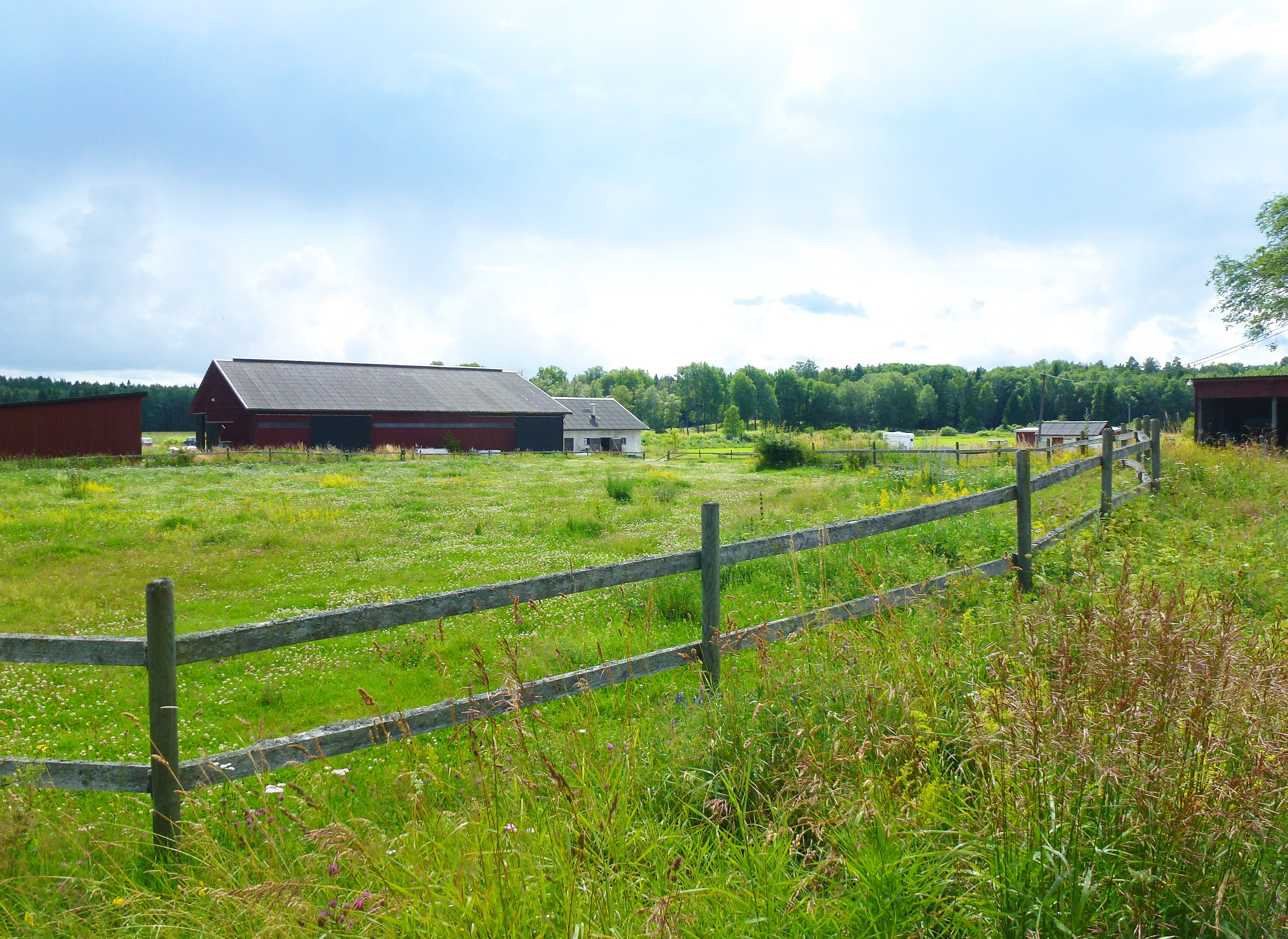
Fäboda gårds ekonomibyggnader, 2015

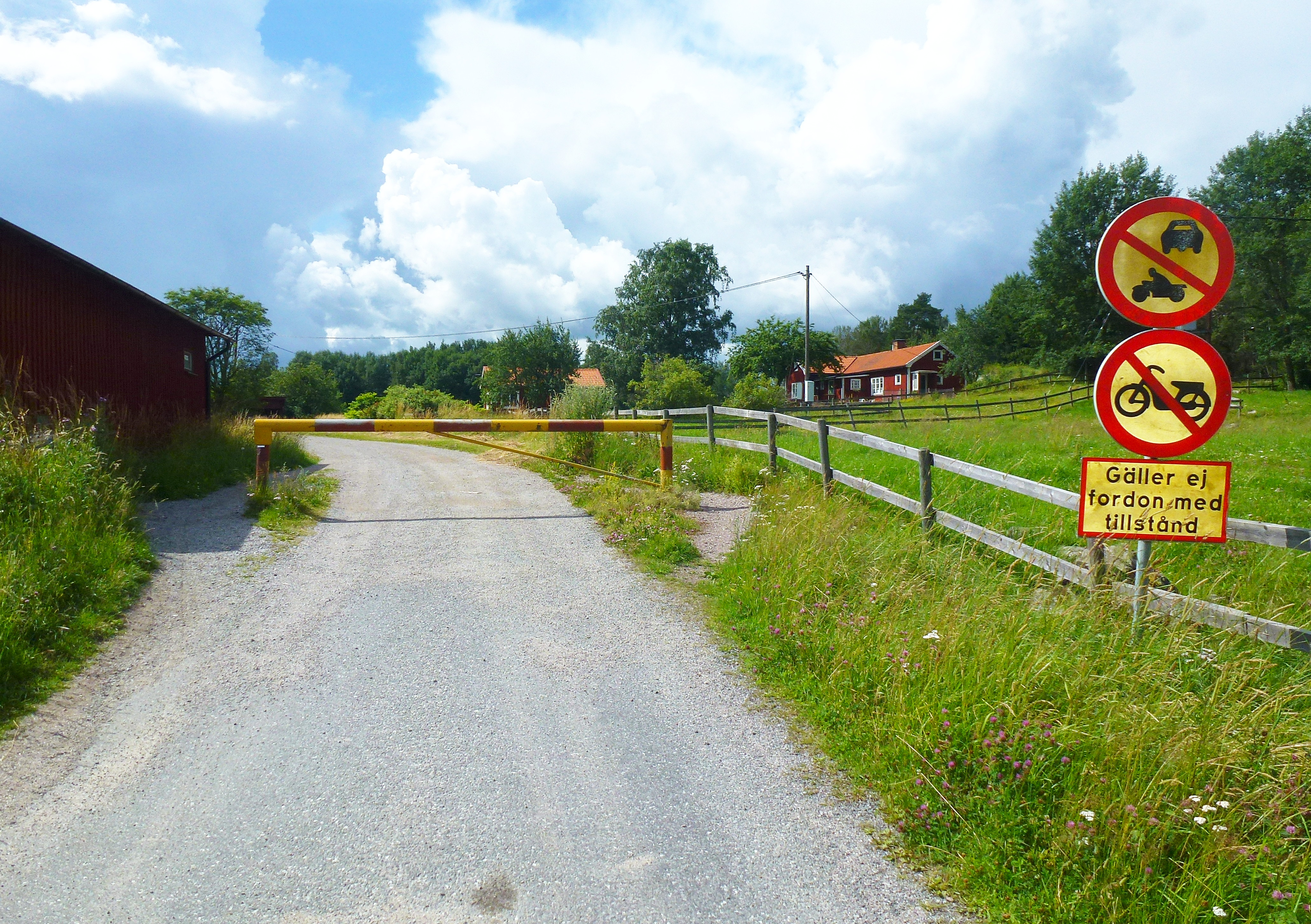
Järvaleden vid Fäboda, 2015.

Platsen var bebodd redan under brons- och järnåldern som talrika stensättningar norr om gården kan vittna om. Fäboda nämns första gången på en karta 1635 och var ett torp under Viby gård. Till mitten av 1800-talet var torpet bebodd av dagsverkstorpare. Mellan 1860 och 1912 fanns här statare och jordbruksarbetare från Viby gård. På 1870-talet såldes Fäboda till brukspatron Carl Frans Lundström på Antuna.
I början av 1900-talet kom Fäboda i statens ägo och hörde till Järva skjutfält. På 1940-talet fanns här en militär övningsanläggning kallad "Stalingrad" som byggdes upp nordväst om Fäboda. I närheten av Fäboda gjordes övningar i sprängning. Än idag syns gropar i marken som är rester efter övergivna skyttevärn. I samband med Ryttarolympiaden 1956 hölls fälttävlan i närheten av Fäboda. På Fäboda drivs idag (2015) fortfarande lantbruk. Den historiska bebyggelsen utgörs av bland annat två rödfärgade bostadshus och en röd ladugård.

## Ofullbordade planer på förort
Sedan den militära verksamheten på Järvafältet avvecklats, planerades på 1960-talet att bygga nya bostadsområden. För Sollentunas del innebar planerna att uppföra bostäder för 40 000 människor och de nya stadsdelarna skulle uppkallas efter de gamla torpen Nysved, Alboda och Fäboda. En ändstation planerades för tunnelbanan vid Bögs gård. Senare planerades att tunnelbanan skulle gå längre norrut, med ändstationen vid Alboda och mellanstationer vid Fäboda, Nysved, Sten och Hansta.
Men inte alla byggplaner fullföljdes, så förblev exempelvis Sollentunas del av Järvafältet obebyggd sedan ett fullmäktigebeslut i Sollentuna stoppades med en rösts övervikt. I stället blev området naturreservat med undantag för kommundelen Viby som på 1970-talet bebyggdes med villor, kedjehus och radhus. Viby gårds huvudbyggnad från 1820-talet är fortfarande bevarad och ägs av Sollentuna hembygdsförening.